# Цикадка зелена
Цикадка зелена (Cicadella viridis) — вид шиєхоботних комах родини цикадок (Cicadellidae).

## Поширення
Цей вид присутній на більшій частині Європи, у східній палеарктичній екозоні, на Близькому Сході, у неарктичній екозоні та в індомалайській екозоні. Ці листоїди живуть у трав'янистих місцевостях, на болотах, на вологих луках, поблизу боліт або в заболочених місцях, але іноді вони живуть і в більш сухих районах.

## Опис
Дорослі самці Cicadella viridis можуть досягати в довжину 5,7-7 мм, а самиці набагато більші, досягаючи 7,5-9 мм. Їхня переднеспинка і щиток зелено-жовті. Передня частина голови блідо-жовта, з двома чорними плямами біля складних очей. Передні крила бірюзово-зелені у самиць, сині або темно-блакитні у самців (статевий диморфізм). Черевце синювато-чорне. Личинки жовтуваті і мають дві коричневі смужки, що йдуть від голови до кінця черевця.

## Спосіб життя
Цикадка зелена живиться соками різних рослин, переважно трав з родин ситникові (Juncaceae), осокові (Cyperaceae) і тонконогові (Poaceae). Буває одне-два покоління в Центральній Європі та три або більше поколінь на рік на півдні ареалу поширення. Зимують у стадії яйця. Імаго з'являються з початку травня в теплих регіонах і з початку липня в холодних. Під час розвитку комахи проходять п'ять личинкових стадій. Перетворення пряме, тобто личинка та імаго досить схожі, проте з кожним линянням формуються і збільшуються системи крил і статевих органів.